# Tranchée des baïonnettes
Pour un article plus général, voir Sites funéraires et mémoriels de la Première Guerre mondiale (Front Ouest).
La tranchée des baïonnettes est un monument commémoratif de la bataille de Verdun en 1916, situé sur le ban communal de Douaumont-Vaux (Meuse). 
Il constitue l'un des mythes de la Première Guerre mondiale, avec le « Debout les morts ! » de Péricard.
Le site est classé monument historique en 1922 et reconnu en tant que haut-lieu de la mémoire nationale en mars 2014. Le 20 septembre 2023, il fait partie des 139 sites mémoriels et funéraires de la Première Guerre mondiale inscrits au patrimoine mondial de l'UNESCO lors de la 45e session du Comité du patrimoine mondial.

## Historique
Le 9 juin 1916, vers une heure, le 137e régiment d'infanterie de Fontenay-le-Comte (Vendée), composé majoritairement de Vendéens, fut transféré de la citadelle de Verdun pour relever les troupes présentes à Thiaumont avec la mission de tenir la position. Ces deux bataillons déployés sur le versant nord du ravin de la Dame subirent le feu nourri de l'artillerie allemande et les assauts de l'ennemi jusqu'à la fin du mois de juillet. Toutefois l'épisode de la tranchée des baïonnettes se déroula précisément le 12 juin.
Arrivé sur place dans la nuit du 9 au 10 juin, le lieutenant-colonel Gauthier, commandant le 137e RI, maintint son ordre de tenir la position, jugée essentielle à l'organisation du front, en dépit d'une situation peu favorable. En effet, d'une part, le régiment fut positionné à contre-pente du ravin de la Dame et dominé par l'ennemi, d'autre part, la liaison avec l'artillerie était défectueuse, et, enfin, les deux bataillons de l'aile droite du dispositif étaient à découvert sur plus de cinq cents mètres. Par ailleurs, des renseignements obtenus de prisonniers sur le regroupement de pièces d'artillerie ennemies firent craindre une attaque imminente.
À l'aube du 10 juin, le premier bataillon du commandant Denef et le troisième bataillon du commandant Dreux aménagèrent à la hâte leurs positions dans une succession de trous d'obus entre le boyau Le Nan et l'Ouest de la tranchée Genet. La mission du 137° RI ne fut pas modifiée. Le 11 juin, durant dix heures, les positions françaises furent soumises au pilonnage intensif et permanent de l'artillerie allemande. « Les obus tombent jusque dans la tranchée causant de nombreux blessés. C'est un enfer épouvantable. Certains hommes sont debout mais beaucoup sont à genoux pour se préserver des éclats d'obus » selon le témoignage du soldat Pierre Pénisson.
Le 12 juin, à partir de six heures, les troupes allemandes, soutenues par leur artillerie lancèrent sans succès plusieurs attaques, avant de pouvoir prendre les positions françaises à revers et assaillir les deux bataillons. Ce jour-là, une soixantaine d'hommes, à court de munitions et de vivres, se résolurent à se rendre. Ils alignèrent leurs fusils à la verticaleen un dernier hommage à leurs compagnons d'armes tombés dans la tranchée.
Les jours suivants, l'intensité des combats baissa. Le 137e RI perdit 37 officiers, 133 sous-officiers et 1 387 hommes du rang durant ces combats.

## Monument commémoratif

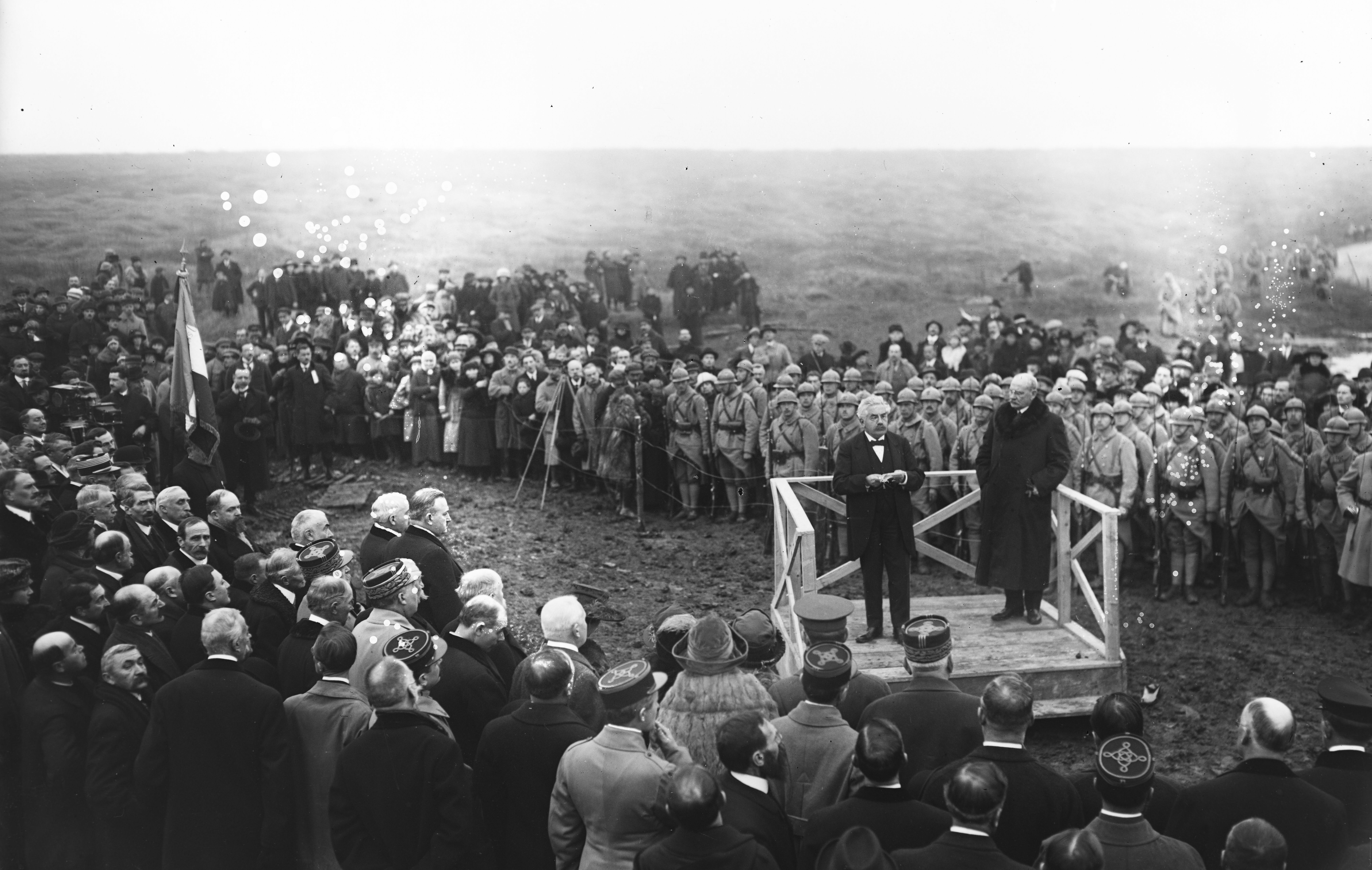
Inauguration de la tranchée par le président Alexandre Millerand (8 décembre 1920).

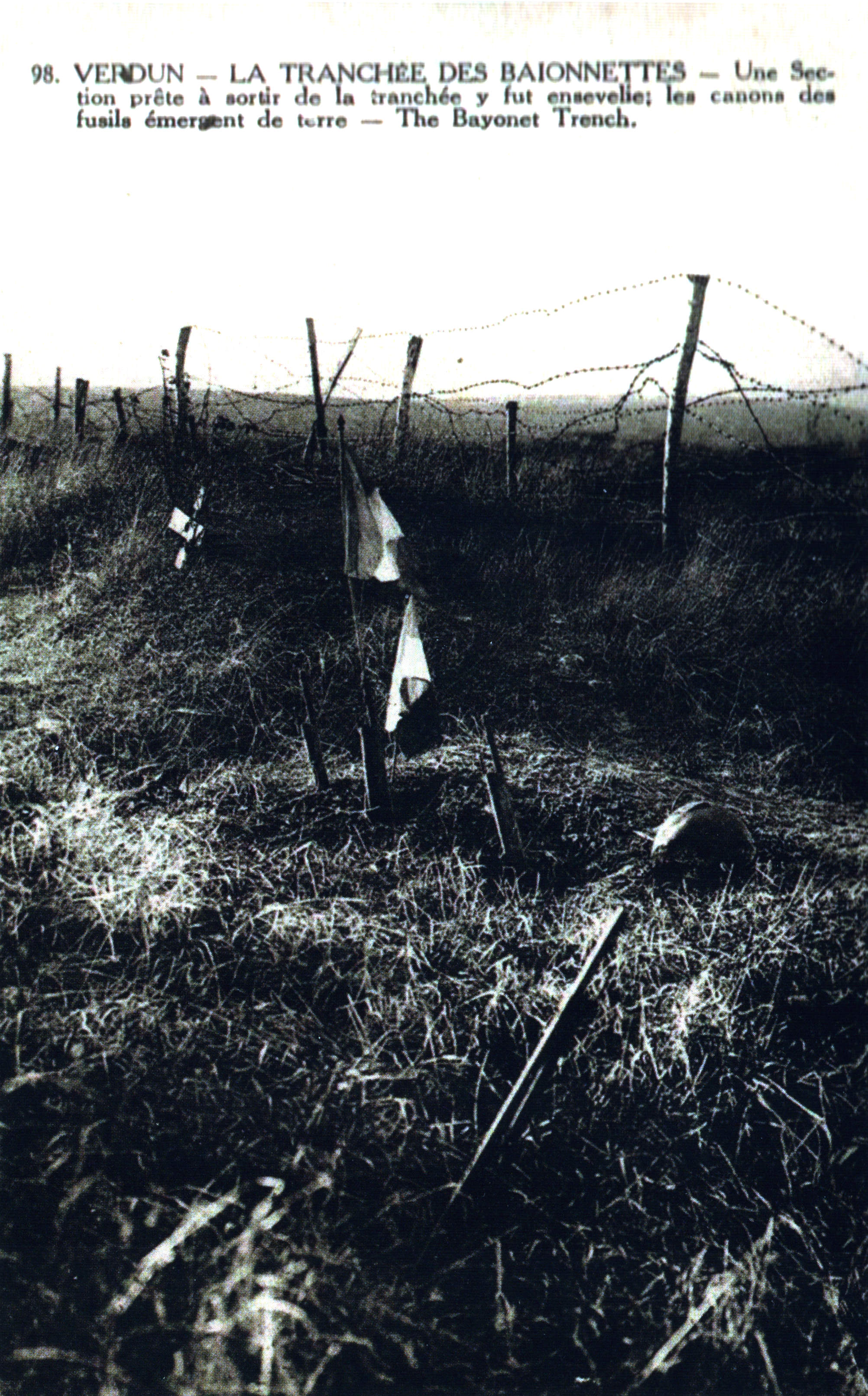
Carte postale - Tranchée des baïonnettes.

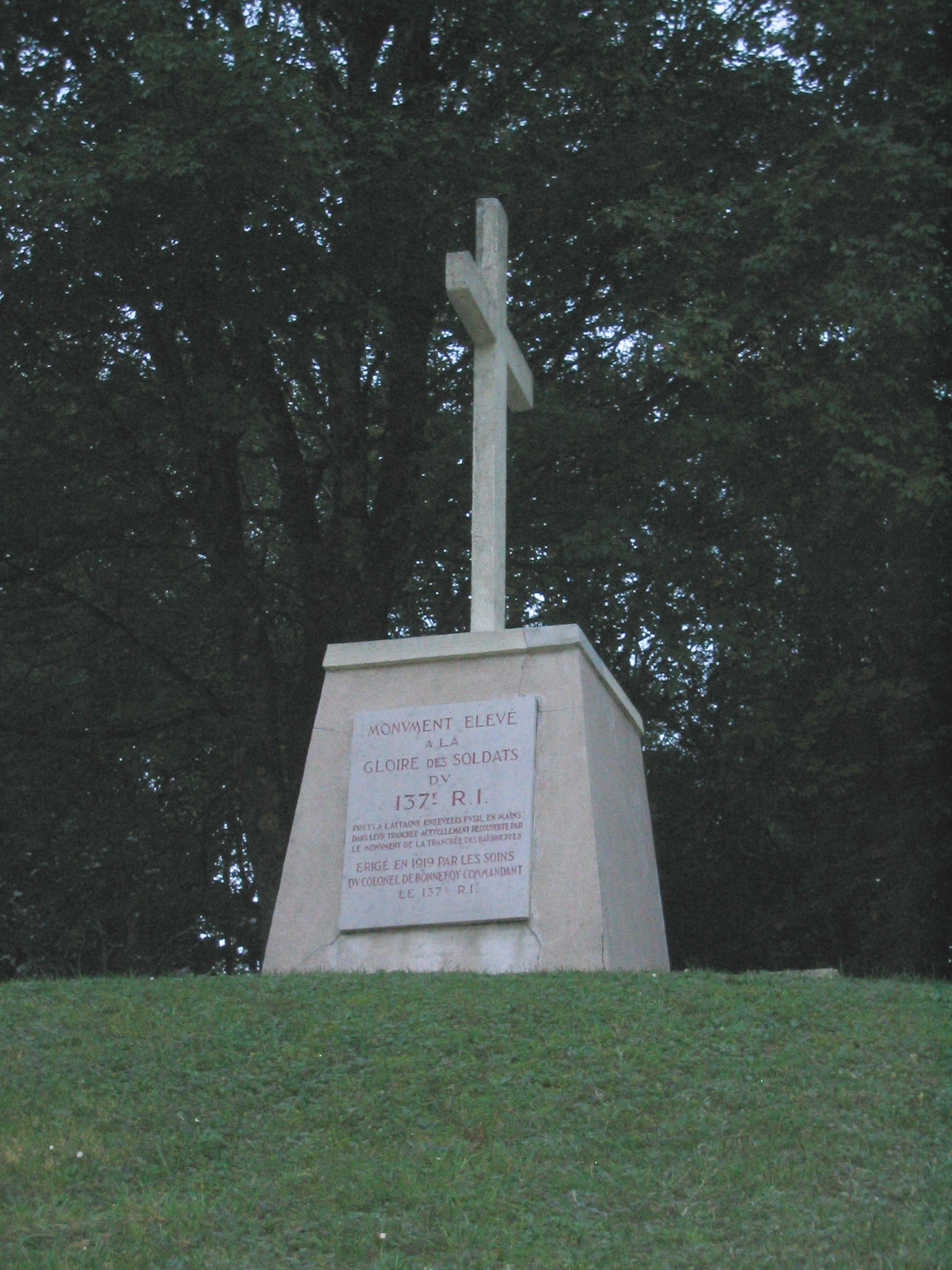
Stèle en hommage au RI.

Dès décembre 1918, l'abbé Louis Ratier, brancardier du 137e RI en 1916, se rendit sur la crête de Thiaumont et aperçut des canons de fusils sortant de terre qui pouvaient marquer la présence de dépouilles de soldats enterrés à la hâte dans l'attente d'une sépulture décente. Le commandant du régiment fit alors aménager un petit monument commémoratif surmonté d'une croix, qui, isolé dans le paysage dévasté par les combats, attirait l'attention des nombreux visiteurs. L'un d'entre eux, George T. Rand, un banquier américain, offrit cinq cent mille francs pour faire ériger un monument dédié aux héros de Verdun. Son édification se fit rapidement.
Des fouilles entreprises en juin 1920 par le service des sépultures de guerre et d'état civil de la 6e région militaire, mirent au jour vingt-et-un corps, tous allongés et désarmés. Seuls quatorze d'entre eux purent être identifiés. Ils reposent désormais au cimetière de Fleury-devant-Douaumont. Les sept inconnus furent inhumés sur place.
Le monument commémoratif fut conçu par André Ventre, architecte des Monuments historiques. L'accès à l'ouvrage se fait par une entrée massive ornée d'un portail en fer forgé réalisé par le ferronnier d'art Edgar Brandt. Passé le portail, un escalier étroit, symbolisant les sillons empruntés par les soldats montant au front sur le lieu même des faits de juin 1916, mène à une croix de pierre. Une dalle de béton repose sur des colonnes. Elle couvre l'emplacement de la tranchée des baïonnettes et les croix des sept soldats inconnus qui y reposent. Des fusils dont les baïonnettes sont brisées sont plantés à proximité des croix.
Au moment de sa conception, le monument devait répondre au triple objectif de conserver le souvenir des défenseurs de Verdun, d'honorer les survivants et de nourrir le patriotisme de l'après-guerre. Inauguré le 8 décembre 1920 par Alexandre Millerand, Président de la République, et par Hugh Wallace, ambassadeur des États-Unis. Il est aujourd'hui le plus ancien monument du champ de bataille de Verdun. En 1922, il fut classé monument historique.
En mars 2014, le monument devint la propriété du ministère de la Défense et fut reconnu, avec la nécropole nationale de Fleury-devant-Douaumont, comme l'un des hauts lieux de la mémoire nationale.

## Controverse
Après-guerre, un tourisme mémoriel s'était développé et fit s'entrecroiser les différents récits qui ont été véhiculés par les guides. L'historiographie de l'époque, alimentée par la forte émotion suscitée dans l'opinion publique par ce haut fait d'armes des Bretons et des Vendéens du 137e RI, permit de magnifier la vérité de la scène. S'apprêtant à franchir le parapet de la tranchée, ils auraient été ensevelis vivants par l'explosion d'un obus allemand. Dans l'imaginaire collectif, les canons de fusils trouvés sur place se transformèrent en pointes de baïonnettes, plus évocatrices de l'horreur des combats. La presse présenta ce lieu comme une  « terre sacrée » où les « morts montent la garde »,.
Une violente controverse naquit rapidement opposant, d'une part, un courant dont la figure dominante est Jacques Péricard, promoteur d'une vision héroïque des faits, et d'autre part, d'anciens poilus, dont Jean Norton Cru, dénonçant une imposture.
Ce dernier, qui a rassemblé une somme de récits de soldats de la Grande Guerre, s'en prit à « tous les faiseurs de légendes ».
Un ensevelissement par projection de terre paraît irréaliste pour les anciens combattants, les obus disloquant davantage les tranchées qu'ils ne les comblent.
À l'exemple du commandant Bouvard, pris à partie par Cru, certains tenants de la vision héroïque ont admis bien plus tard la mystification.
Malgré ces témoignages et en dépit du résultat des fouilles, l'épitaphe « A la mémoire des soldats français qui dorment debout, le fusil en main, dans cette tranchée. - Leurs Frères d'Amérique » fut inscrite à l'entrée du monument. Comme pour vouloir éloigner toute polémique des cérémonies, aucun représentant du 137e RI ne fut invité le jour de l’inauguration.

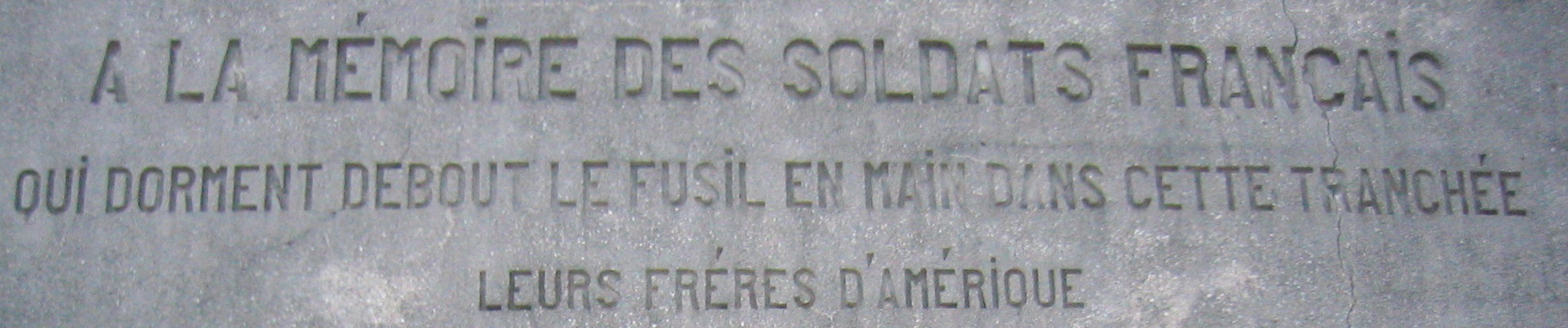
Entrée du monument.

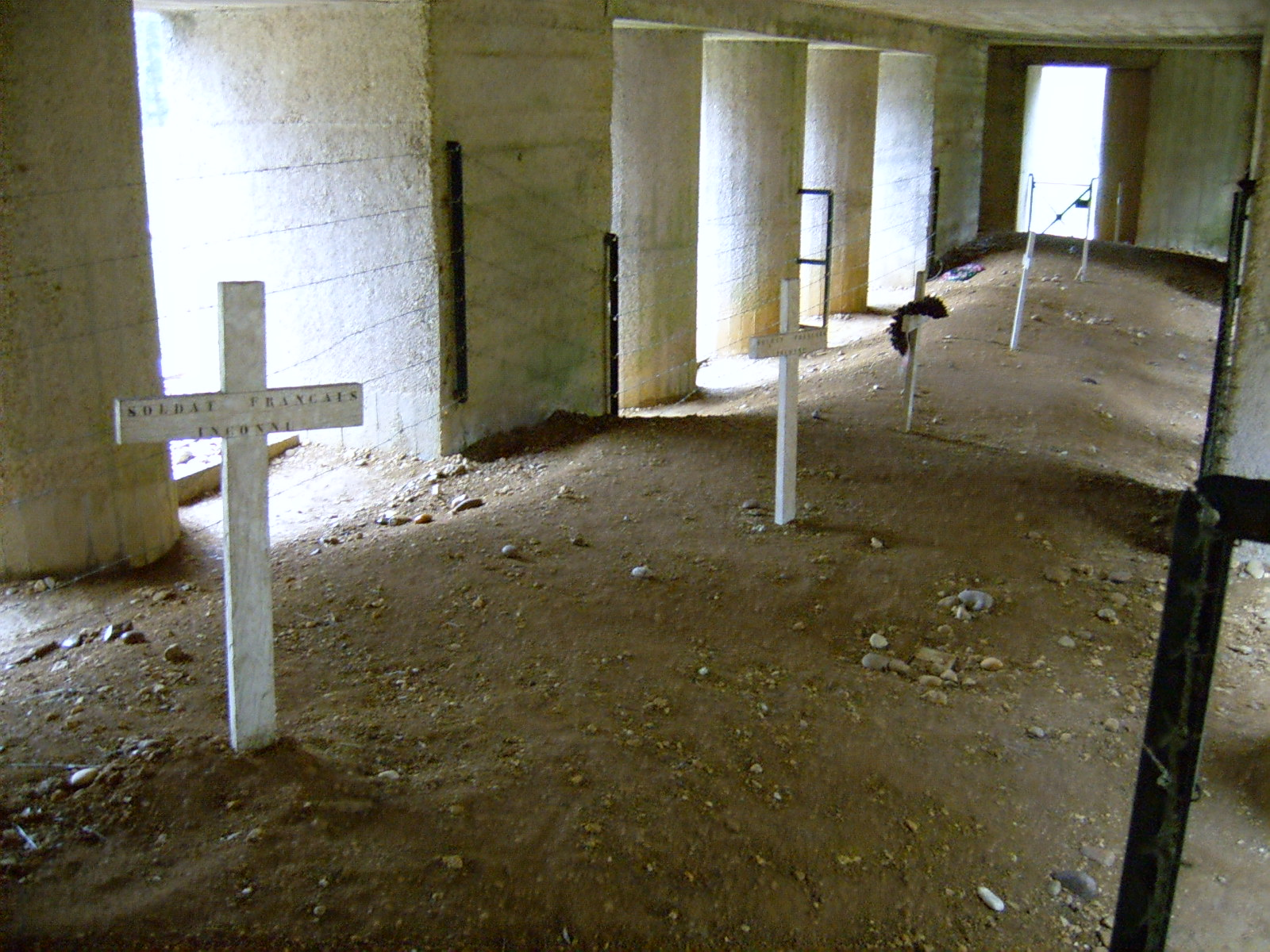
Croix de la tranchée.

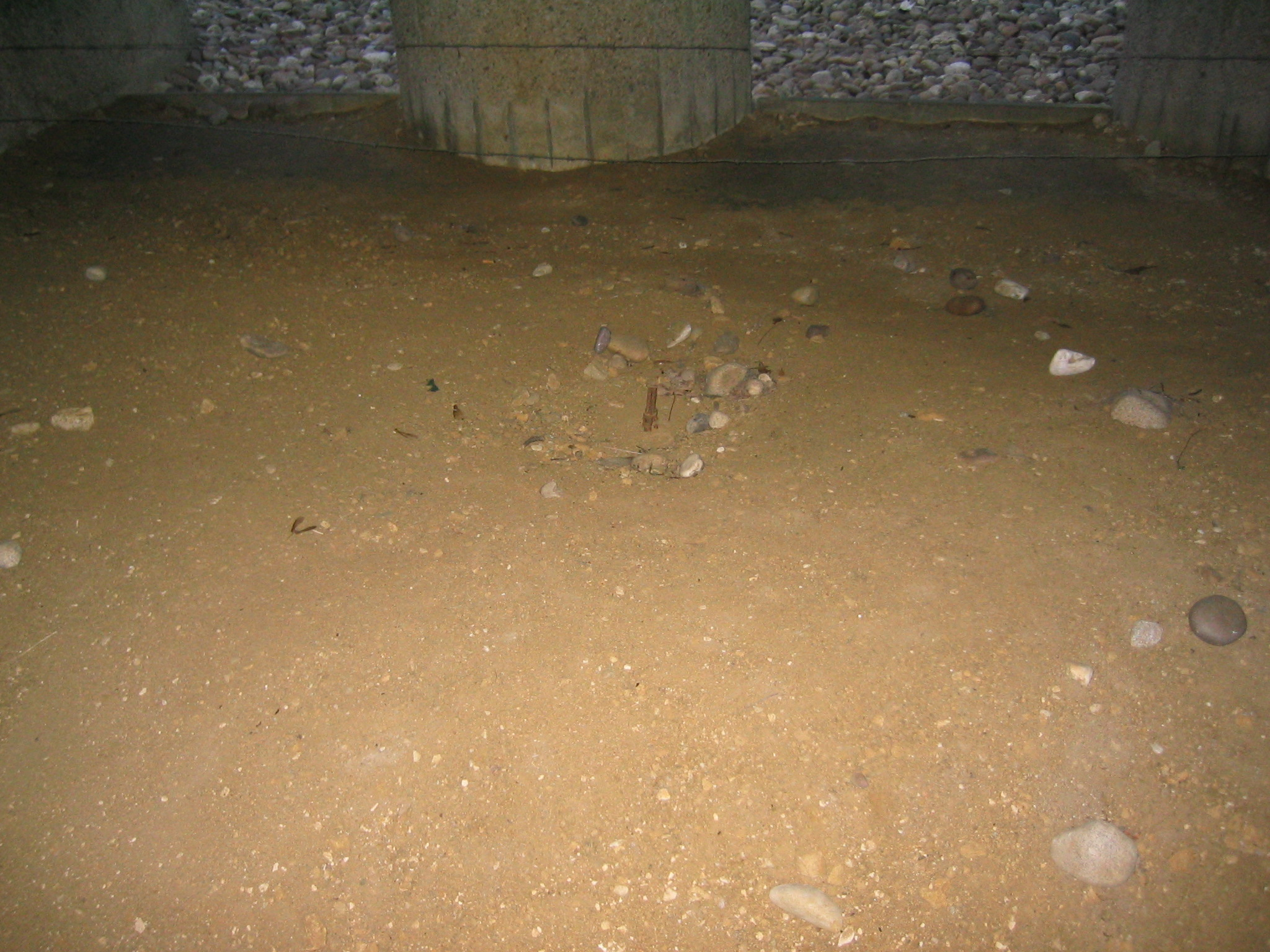
Fusil émergeant du sol.

Une hypothèse récente voit dans le récit héroïque une aubaine pour dissimuler le nombre réel de prisonniers faits par les Allemands au sein de ce régiment qui s'était, par ailleurs, illustré sur les champs de bataille dès 1914.
Infirmée par les faits, réfutée par les anciens combattants du 137e RI, l'histoire de la compagnie ensevelie par un bombardement réapparaît encore régulièrement. Elle est très souvent présentée comme une vérité avant les faits eux-mêmes, confirmant la formule de Lucien Polimann : « l'histoire était bien trop belle pour ne pas devenir une légende ».

## Symbolique
La tranchée des baïonnettes est une illustration de la cicatrice vivace laissée dans la mémoire nationale française par la Grande Guerre en général et par la bataille de Verdun en particulier. Dans l'immédiat après-guerre, de tels récits glorieux, conçus par des Français de l'arrière, donnèrent une justification à la perte des soldats pour la défense de la Patrie lors de combats jugés a posteriori aussi vains que meurtriers.
Toutefois, dépassant les récits et les interprétations des faits, souvent contestables, la tranchée des baïonnettes illustre le sacrifice et le martyre des soldats français à Verdun. Elle revêt un caractère éminemment symbolique comme le résume le commandant P. : « Si l'on me demandait quels titres spéciaux possède la tranchée des baïonnettes, je répondrais : pas plus de titres que n'importe quelle autre tranchée de Verdun, mais pas moins non plus. Si ce monument, qui symbolise la ténacité française, n'existait pas, s'il était question, aujourd'hui seulement, de choisir l'emplacement où il dut s'élever un jour, on pourrait discuter des titres de telle ou telle partie du champ de bataille à cette gloire insigne. Car c'est tout le champ de bataille de Verdun, qui a été le théâtre d'héroïsme inouï, de Vauquois à Calonne, et qu'il conviendrait de recouvrir d'un vaste monument. Car tout ce champ de bataille n'est qu'une vaste tranchée des baïonnettes. Mais le monument existe. Il a déjà reçu les hommages. Il a déjà vu les prières et les larmes des foules pèlerines. Nous pouvons l'honorer en toute tranquillité. »

## Hommage
La ville de Fontenay-le-Comte nomme « rue de la Tranchée-des-Baïonnettes » l’une de ses voies.